# Deuteronomio
Deuteronomio (del griego τὸ Δευτερονόμιον / tò Deuterounómion, «la segunda ley»; hebreo: דְּבָרִים, Devarim, «estas son las palabras») es un libro bíblico del Antiguo Testamento y del Tanaj hebreo. Se ubica en el quinto lugar, precedido por Números y es, en consecuencia, el último texto de la Torá («La Ley» o «Enseñanzas de Dios») y, para los cristianos, del Pentateuco («las cinco cajas» donde se guardaban los rollos hebreos). En las Biblias cristianas, se encuentra antes de los Libros históricos, el primero de los cuales es el libro de Josué.
Los capítulos 1-30 del libro consisten en tres sermones o discursos pronunciados a los israelitas por Moisés en las llanuras de Moab, poco antes de entrar en la Tierra Prometida. El primer sermón relata los cuarenta años de peregrinación por el desierto que habían llevado a ese momento, y termina con una exhortación a observar la ley. El segundo sermón recuerda a los israelitas la necesidad de seguir a Yahvé y las leyes (o enseñanzas) que les ha dado, de las que depende su posesión de la tierra. El tercer sermón ofrece el consuelo de que, aunque la nación de Israel se muestre infiel y pierda la tierra, con el arrepentimiento todo puede ser restaurado. Los últimos cuatro capítulos (31-34) contienen el Canto de Moisés, la Bendición de Moisés, y las narraciones que relatan el paso del manto de liderazgo de Moisés a Josué y, finalmente, la muerte de Moisés en el Monte Nebo.
Uno de sus Versículos más significativos es Deuteronomio 6:4, el Shemá Israel, que ha sido descrito como la declaración definitiva de «identidad judía» para los judíos teístas: «Escucha, Israel: el SEÑOR nuestro Dios, el SEÑOR es uno." Los Versículos 6:4-5 también fueron citados por Jesús en el Marcos 12:28-34 como El primer mandamiento.
Tradicionalmente, se creía que Dios dictó la Torá a Moisés, pero la mayoría de los eruditos modernos datan el Deuteronomio en los siglos VII-V a. C..

## Título
El libro recibió el nombre de Deuteronomio porque así se lo titula en la versión griega de los LXX: déuteros nómos o "Segunda Ley", por oposición a la "Primera Ley" recibida por Moisés en el Monte Sinaí. Por este motivo, la Vulgata latina translitera la voz griega como Deuteronomium.
La Vulgata es la traducción de la Biblia al latín, hecha por San Jerónimo.

## Autoría
El Pentateuco ha sido atribuido tradicionalmente al patriarca Moisés. El Deuteronomio es, en consecuencia, el discurso con el cual el legislador se despide de su pueblo en los llanos de Moab (Deut. 1:5).
Sin embargo, los judíos que se encuentran frente a él escuchándolo no son los mismos que se encontraban al pie del monte Sinaí. Han pasado por muchas tribulaciones; conocen las tentaciones de la idolatría, a los falsos profetas y también a los verdaderos. Conocen también a los reyes traidores.
Moisés entrega a esta gente la Segunda Ley como prolongación y epítome de la primera: la voz de la reforma religiosa será la herencia de los hebreos complementando a la entrega de la tierra por parte de Yahveh. Ambas serán los bienes primordiales de los judíos en este nuevo país y en el futuro.
La crítica literaria aplicada a los textos bíblicos, ha puesto en evidencia que no se puede atribuir el texto a Moisés, ya que responde a situaciones históricas posteriores. En efecto, la insistencia temática en la unidad de Dios, la unidad del Culto, la unidad de la Ley y de la Tierra pone en evidencia una época de crisis en la que esto ya no se realiza. El libro del Deuteronomio es un compendio de textos escritos en diferentes épocas, y proveniente de diversas fuentes, como lo son una buena parte de los libros de la Biblia. Este libro cobró una especial relevancia en el reinado del rey Josías, bajo el cual fue descubierto el manuscrito en el Templo. De hecho, desde la perspectiva de la hipótesis documentaria, se considera que la fuente principal del libro es la tradición deuteronómica, la cual surgió durante el reinado de dicho Josías. La tradición oral que los sustentó pudo haber sido llevada por escribas que huyeron del Reino del Norte, a la sazón invadido por las tropas asirias de Sargón II, quien tomó la ciudad de Samaría, capital del Reino del Norte, en 721 a. C.
La autoría de Moisés fue creída durante siglos, tanto por judíos como por cristianos. La Iglesia católica aceptó hace tiempo las aportaciones científicas de la crítica literaria, y las investigaciones hermenéuticas, tanto aplicadas a este texto como a toda la Biblia, aunque sectores más tradicionales insisten en la autoría mosaica del texto. Lo mismo cabría decir de las iglesias protestantes, y del judaísmo. En cada una de estas confesiones religiosas encontramos sectores que han admitido las aportaciones de la ciencia aplicada a la hermenéutica Bíblica, y otros que se resisten a ello.

## Contenido
Deuteronomio 20 da leyes para la guerra. Deuteronomio 20:1-9 - no temas en la guerra, Dios está aquí. Israel temía al enemigo más poderoso. Israel tiene instrucciones de no temer porque Dios está con ellos. Los hombres están exentos del combate si tienen una casa nueva, un viñedo listo para cosechar o un matrimonio no consumado. Deuteronomio 20:10-15 requiere que Israel ofrezca términos de rendición. Deuteronomio 20:16-18 instruyó a Israel a evitar la inmoralidad y el pecado de otras naciones. Deuteronomio 20:19-20 prohíbe cortar árboles que producen alimentos. La comida se puede tomar de los árboles.

## Características
El Deuteronomio retoma la tradicional forma de contar la historia de Israel a través de grandes discursos; ellos son el marco y la referencia que limitan el Código ético que debería regir la vida del judío.
El libro relata lo que sucedió desde la entrega de las Tablas de la Ley hasta la llegada a los llanos del Moab, pero, como sucede con frecuencia en el Antiguo Testamento, no narra los hechos por la historia misma: los utiliza como medio para probar la realidad y verdad del Código.
Su personaje principal es el propio Moisés, viejo y en el fin de su vida, que recuerda el pasado y, con un estilo vivo y directo, se dirige a los israelitas para hacerles notar que si no guardan una fidelidad a ultranza al Pacto, serán ingratos y poco merecedores del amor de Dios. Él los ha elegido, y ellos han de honrar esa confianza o desaparecer.
La historia es, pues, en el Deuteronomio, el testigo que declara en favor de Dios que volcará al jurado (el pueblo) en su favor. El Deuteronomio muestra ser la puerta de ingreso a una interpretación correcta de la subsecuente historia del pueblo de Israel, esto quiere decir que el Deuteronomio tiene una proyección hacia el futuro del pueblo de Israel.

## Estructura
El libro está desarrollado en dos grandes partes que a su vez se dividen de la siguiente manera:
- I: La Segunda Ley
  - 1: Discursos de introducción
    - a: Datos históricos
    - b: Primer discurso de Moisés (Deut. 1:6-4:40)
    - c: Datos históricos (4:41-49)
    - d: Segundo discurso (Caps. 5-11)

  - 2: Código deuteronómico (12-26)
  - 3: Discursos de conclusión
    - a: Fin del segundo discurso de introducción (27-28)
    - b: Tercer discurso (29-30)
- II: Relatos referentes al fin de la vida de Moisés
  - 1: Textos acerca de la transición: Josué, el Cántico, la Ley
  - 2: Cántico de Moisés
  - 3: Bendición de la tribus
  - 4: Muerte de Moisés

La estructura según Patrick D. Miller, en su comentario sobre el Deuteronomio, sugiere que las diferentes opiniones sobre la estructura del libro conducirán a diferentes opiniones sobre su contenido.La estructura se describe a menudo como una serie de tres discursos o sermones (capítulos 1:1-4:43, 4:44-29:1, 29:2-30:20) seguidos de varios apéndices breves o una especie de epílogo (31:1-34:12), consisten en el encargo de Josué, el cántico de Moisés y la muerte de Moisés.
Otros estudiosos han comparado la estructura del Deuteronomio con los tratados hititas u otros textos de tratados del antiguo Oriente Próximo. Pero está claro que el Deuteronomio no es en sí mismo simplemente el texto de un tratado, ya que el Deuteronomio es algo más que la simple aplicación del modelo secular de tratado a la relación de Israel con Dios. 
Los Diez Mandamientos (Decálogo) del capítulo 5 sirven como modelo para el resto del libro, ya que los capítulos 12-26 son la exposición del Decálogo, por lo tanto el Decálogo ampliado.
| Mandamientos | Capítulos   |
| 1–3          | 12–13       |
| 4            | 14:28–16:17 |
| 5            | 16:18–18:22 |
| 6            | 19:1–21:9   |
| 7            | 22:13–30    |
| 8–10         | 23–26       |

## Resumen

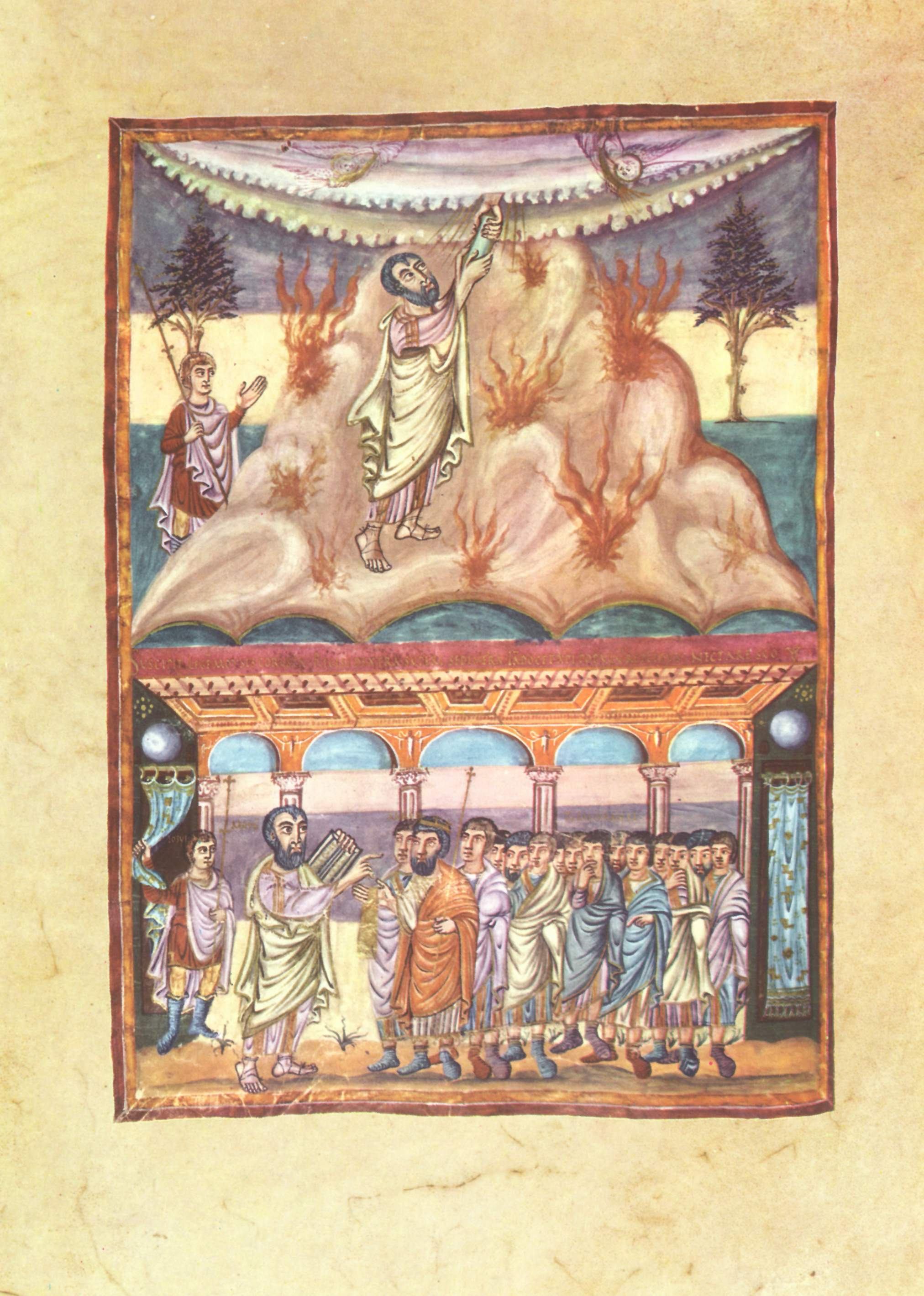
Moisés recibiendo la Ley (arriba) y leyendo la Ley a los israelitas (abajo)

(El siguiente resumen «literario» del Deuteronomio es de John Van Seters; y puede contrastarse con el análisis «covenantal» de Alexander Rofé en su obra 'Deuteronomy: Issues and Interpretation'.)
- Capítulos 1-4: Se recuerda el viaje a través del desierto desde Horeb (Sinaí) hasta Cades y luego hasta Moab.
- Capítulos 4–11: Tras una segunda introducción en 4:44-49, se recuerdan los acontecimientos ocurridos en el monte Horeb, con la entrega de los Diez Mandamientos. Se insta a los jefes de familia a instruir a sus hijos en la ley, se advierte contra la adoración de otros dioses que no sean Yahvé, se alaba la tierra prometida a Israel y se exhorta al pueblo a la obediencia.
- Capítulos 12-26, el Código Deuteronómico: Leyes que rigen el culto de Israel (capítulos 12-16a), el nombramiento y la regulación de los líderes comunitarios y religiosos (16b-18), la regulación social (19-25) y la confesión de identidad y lealtad (26).
- Capítulos 27-28: Bendiciones y maldiciones para quienes cumplen y quebrantan la ley.
- Capítulos 29–30: Discurso final sobre la alianza en la tierra de Moab, que incluye todas las leyes del Código Deuteronómico (capítulos 12–26) después de las dadas en Horeb; se exhorta nuevamente a Israel a la obediencia.
- Capítulos 31–34: Josué es nombrado sucesor de Moisés, Moisés entrega la ley a los levitas (una casta sacerdotal), y asciende al monte Nebo o Pisga, donde muere y es enterrado por Dios. La narración de estos acontecimientos se ve interrumpida por dos poemas, el Cántico de Moisés y la Bendición de Moisés.

Los versículos finales, Deuteronomio 34:10-12, «Nunca más surgió en Israel un profeta como Moisés», reivindican la visión teológica autoritaria del Deuteronomio y su insistencia en que la adoración de Yahvé como única deidad de Israel era la única religión permisible, habiendo sido sellada por el más grande de los profetas.
Los versos finales, Deuteronomio 34:10-12, "nunca más se levantó en Israel un profeta como Moisés", hacen una reivindicación de la autorizada visión deuteronomista de la teología y su insistencia en que el culto a Yahvé como única deidad de Israel era la única religión permisible, habiendo sido sellada por el más grande de los profetas.

### Código Deuteronómico
Deuteronomio 12-26, el Código Deuteronómico, es la parte más antigua del libro y el núcleo en torno al cual se desarrolló el resto. Se trata de una serie de mitzvot (mandamientos) dirigidos a los israelitas sobre cómo debían comportarse en Tierra Prometida.

## Composición

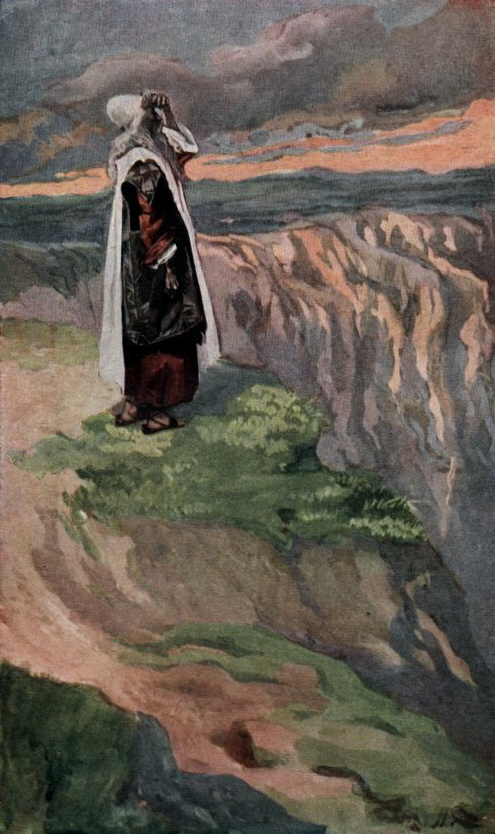
Moisés contemplando la Tierra Prometida, Deuteronomio 34:1-5 (James Tissot)

### Historia de la composición
Autoría mosaica de la Torá, la creencia de que los cinco libros de la Torá, incluido el Libro del Deuteronomio, fueron dictados por Dios a Moisés en el Monte Sinaí, es una antigua tradición judía que fue codificada por Maimónides (1135-1204 d. C.) como el octavo de los 13 principios de la fe judía. Prácticamente todos los estudiosos seculares modernos, y la mayoría de los estudiosos cristianos y judíos, rechazan la autoría mosaica del Libro del Deuteronomio y datan el libro mucho más tarde, entre los siglos VII y V a. C. Sus autores fueron probablemente la casta levita, denominada colectivamente deuteronomista, cuyas necesidades económicas y estatus social refleja el libro. El contexto histórico en el que se compuso el libro se considera actualmente en los siguientes términos generales:
- A finales del siglo VIII a. C., tanto Judá como Israel eran vasallos de Asiria. Israel se rebeló y fue destruido alrededor del 722 a. C. Los refugiados que huían de Israel a Judá trajeron consigo una serie de tradiciones que eran nuevas para Judá. Una de ellas era que el dios Yahvé, ya conocido y venerado en Judá, no era solo el más importante de los dioses, sino el único dios al que se debía servir.[18] Esta perspectiva influyó en la clase dominante terrateniente de Judá, que se hizo extremadamente poderosa en los círculos de la corte tras colocar en el trono al niño de ocho años Josías tras el asesinato de su padre, Amon de Judá.
- En el decimoctavo año del reinado de Josías, el poder asirio estaba en rápido declive y un movimiento independentista cobraba fuerza en el Reino de Judá. Una manifestación de este movimiento fue una teología estatal de lealtad a Yahvé como único dios del reino de Judá. Según 2 Reyes 22:1-23:30, en esta época Hilcías (el sumo sacerdote y padre del profeta Jeremías) descubrió el «libro de la ley» —que muchos estudiosos creen que es el Código Deuteronómico (el conjunto de leyes de los capítulos 12-26 que forman el núcleo original del Libro del Deuteronomio)— en el templo. Josías lanzó posteriormente una reforma a gran escala del culto basada en este «libro de la ley», que toma la forma de un pacto entre Judá y Yahvé para sustituir el tratado vasallo de décadas de antigüedad entre el rey Esarhaddón de Asiria y el rey Manasés de Judá.[19]

- La siguiente etapa tuvo lugar durante el cautiverio babilónico. La destrucción del reino de Judá por Babilonia en el 586 a. C. y el fin de la monarquía fueron motivo de mucha reflexión y especulación teológica entre la élite deuteronómica, ahora exiliada en la ciudad de Babilonia. Se suponía que el desastre era un castigo de Yahvé por no haber seguido la ley, por lo que crearon una historia de Israel (los libros de Josué a Reyes) para ilustrarlo.
- Al final del exilio, cuando los persas acordaron que los judíos podían regresar y reconstruir el Templo de Jerusalén, se añadieron los capítulos 1-4 y 29-30 y se convirtió el Deuteronomio en el libro introductorio de esta historia, de modo que la historia de un pueblo a punto de entrar en la Tierra Prometida se convirtió en la historia de un pueblo a punto de regresar a la tierra. Las secciones legales de los capítulos 19-25 se ampliaron para adaptarse a las nuevas situaciones que habían surgido, y se añadieron los capítulos 31-34 como nueva conclusión.

Los capítulos 12-26, que contienen el Código Deuteronómico, son la sección más antigua. Desde que la idea fue propuesta por primera vez por W. M. L. de Wette en 1805, la mayoría de los estudiosos han aceptado que esta parte del libro fue compuesta en Jerusalén en el siglo VII a. C., en el contexto de las reformas religiosas impulsadas por el rey Ezequías (que reinó entre 716 y 687 a. C. aproximadamente),, aunque algunos han defendido otras fechas, como durante el reinado de su sucesor Manasés (687-643 a. C.) o incluso mucho más tarde, como durante el exilio o los periodos postexílicos (597-332 a. C.). El segundo prólogo (capítulos 5-11) fue la siguiente sección en componerse, y luego el primer prólogo (capítulos 1-4); los capítulos siguientes al 26 están estructurados de manera similar.

### División entre Israel y Judá
El profeta Isaías, activo en Jerusalén aproximadamente un siglo antes de Josías, no hace mención alguna del Éxodo, los pactos con Dios ni la desobediencia a las leyes divinas. Por el contrario, Oseas, contemporáneo de Isaías y activo en el reino norteño de Israel, hace frecuentes referencias al Éxodo, al peregrinaje por el desierto, a un pacto, al peligro de los dioses extranjeros y a la necesidad de adorar solo a Yahvé. Esta discrepancia ha llevado a los estudiosos a concluir que estas tradiciones que subyacen al Deuteronomio tienen un origen septentrional. Si el Código Deuteronómico fue escrito en la época de Josías (finales del siglo VII a. C.) o antes es objeto de debate, pero muchas de las leyes individuales son más antiguas que la propia recOseas (profeta)|opilación. Los dos poemas de los capítulos 32-33, el Cántico de Moisés y la Bendición de Moisés, probablemente eran independientes en su origen.

### Posición en la Biblia hebrea
El Deuteronomio ocupa una posición enigmática en la Biblia, ya que vincula la historia del peregrinaje de los israelitas por el desierto con la historia de su historia en Canaán, sin pertenecer totalmente a ninguna de las dos. La historia del desierto podría terminar fácilmente con el Libro de los Números, y la historia de las conquistas de Josué podría existir sin ella, al menos a nivel argumental. Pero en ambos casos faltaría un elemento temático (teológico). Los estudiosos han dado diversas respuestas al problema.
La teoría de la historia deuteronómica es actualmente la más popular. El Deuteronomio era originalmente solo el código legal y el pacto, escrito para consolidar las reformas religiosas de Josías, y más tarde se amplió para servir de introducción a la historia completa. Pero hay una teoría más antigua, que ve el Deuteronomio como perteneciente a Números, y Josué como una especie de suplemento del mismo. Esta idea todavía tiene partidarios, pero la interpretación mayoritaria es que el Deuteronomio, después de convertirse en la introducción a la historia, se separó más tarde de ella y se incluyó en Génesis-Éxodo-Levítico-Números porque ya tenía a Moisés como personaje central. Según esta hipótesis, la muerte de Moisés era originalmente el final de Números, y simplemente se trasladó desde allí al final de Deuteronomio. 

## Temas

### Resumen
El Deuteronomio destaca la singularidad de Dios, la necesidad de una centralización drástica del culto y la preocupación por la situación de los pobres y desfavorecidos.  Sus numerosos temas pueden organizarse en torno a tres ejes: Israel, Yahvé y la alianza que los une.

### Israel
Los temas del Deuteronomio en relación con Israel son la elección, la fidelidad, la obediencia y la promesa de bendiciones de Yahvé, todos ellos expresados a través de la alianza: «la obediencia no es principalmente un deber impuesto por una parte a otra, sino una expresión de la relación de alianza». Yahvé ha elegido a Israel como su propiedad especial (Deuteronomio 7:6 y otros), y Moisés subraya a los israelitas la necesidad de obedecer a Dios y al pacto, así como las consecuencias de la infidelidad y la desobediencia. Sin embargo, los primeros capítulos del Deuteronomio son un largo recuento de la desobediencia pasada de Israel, pero también del cuidado misericordioso de Dios, que conduce a una larga llamada a Israel para que elija la vida en lugar de la muerte y la bendición en lugar de la maldición (capítulos 7-11).

### Yahvé
El concepto de Dios en el Deuteronomio cambió con el tiempo. La capa más antigua, del siglo VII, es monolátrica; no niega la realidad de otros dioses, pero impone la adoración exclusiva de Yahvé en Jerusalén. En las capas posteriores, del exilio, de mediados del siglo VI, especialmente en el capítulo 4, esto se convierte en monoteísmo, la idea de que solo existe un dios. Dios está presente simultáneamente en el Templo y en el cielo, un concepto importante e innovador llamado «teología del nombre».
Tras el repaso de la historia de Israel en los capítulos 1 a 4, en el capítulo 5 se reafirman los Diez Mandamientos. Esta disposición del material destaca la relación soberana de Dios con Israel antes de la entrega y el establecimiento de la Ley.

### Pacto
El núcleo del Deuteronomio es el pacto que une a Yahvé e Israel mediante juramentos de fidelidad y obediencia. Dios dará a Israel las bendiciones de la tierra, la fertilidad y la prosperidad siempre y cuando Israel sea fiel a sus enseñanzas; la desobediencia conducirá a maldiciones y castigos. Pero, según los deuteronomistas, el pecado principal de Israel es la falta de fe, la apostasía: contrariamente al primer y fundamental mandamiento («No tendrás otros dioses delante de mí»), el pueblo ha entrado en relación con otros dioses.
Dillard y Longman, en su “'Introducción al Antiguo Testamento”', subrayan la naturaleza viva de la alianza entre Yahvé e Israel como nación: Moisés se dirige al pueblo de Israel como una unidad, y su lealtad al pacto no es una lealtad servil, sino que surge de una relación preexistente entre Dios e Israel, establecida con Abraham y atestiguada por el acontecimiento del Éxodo, de modo que las leyes del Deuteronomio distinguen a la nación de Israel, señalando el estatus único de la nación judía.
La tierra es un regalo de Dios a Israel, y muchas de las leyes, fiestas e instrucciones del Deuteronomio se dan a la luz de la ocupación de la tierra por parte de Israel. Dillard y Longman señalan que «en 131 de las 167 veces que aparece el verbo «dar» en el libro, el sujeto de la acción es Yahvé». El Deuteronomio convierte la Torá en la autoridad suprema para Israel, a la que incluso el rey está sujeto.

## Porciones semanales de la Torá judía en el Libro del Deuteronomio
- Devarim, sobre Deuteronomio 1-3: Jefes, exploradores, Edom, Amonitas, Sihón, Og, tierra para dos tribus y media
- Vaetjanán, sobre Deuteronomio 3-7: Ciudades de refugio, los Diez Mandamientos, el Shemá, exhortación, instrucciones para la conquista
- Eikev, sobre Deuteronomio 7-11: Obediencia, toma de la tierra, el becerro de oro, muerte de Aarón, deberes de los levitas
- Re'eh, sobre Deuteronomio 11-16: Culto centralizado, dieta, diezmos, año sabático, fiestas de peregrinación
- Shofetim, sobre Deuteronomio 16-21: Estructura social básica de los israelitas
- Ki Teitzei, sobre Deuteronomio 21-25: Leyes diversas sobre la vida civil y doméstica
- Ki Tavo, sobre Deuteronomio 26-29: Primeros frutos, diezmos, bendiciones y maldiciones, exhortación
- Nitzavim, sobre Deuteronomio 29-30: pacto, violación, elegir entre la bendición y la maldición
- Vayelech, sobre Deuteronomio 31: Ánimo, lectura y escritura de la ley
- Haazinu, sobre Deuteronomio 32: Castigo, castigo restringido, palabras de despedida
- V'Zot HaBerachah, sobre Deuteronomio 33-34: Bendición de despedida y muerte de Moisés

## Propósito
Se trata de un libro esencialmente religioso, aunque no es un tratado teológico. Su definición más simple es que consiste en un fuerte llamado a vivir con Yahveh y a respetar el Pacto.
Es, en última instancia, una advertencia. Dios ha entregado una Ley en Sinaí y ha suscrito una Alianza, pero esa Alianza caerá frente a un socio (el pueblo) donde unos estafan o explotan a los otros. Si el Pacto cae, el apoyo divino fallará y grandes desastres se abatirán sobre Israel. Esta política de Dios no es negociable, así que la última misión de Moisés es advertir a los hebreos que cumplan el pacto cuando él ya no esté.
El Deuteronomio mantiene un estilo diferente a los otros libros de pentateuco, pues es una ley predicada. Por ello, se habla a una segunda persona con palabras de carácter homilético como escuchar, recuerda, hoy, teme al Señor. Este estilo se encuentra también en la historia deuteronómica.

## Sentido religioso
Enraizado de lleno en la historia natural de la salvación, el Deuteronomio relata los avatares del pueblo como un poderoso esfuerzo para salvar el patrimonio espiritual ahora en peligro.
El esfuerzo de Moisés no está aislado: lo mismo hacen los demás patriarcas, ciertos reyes y todos los profetas. Amós y Oseas predican también en el mismo sentido. Su lucha es la guerra contra la injusticia social y el combate para hacer cumplir el Decálogo.
Esta intención didáctica, sin embargo, no será muy aceptada en los primeros siglos de vida en Canaán. No obstante, lograrán cumplir con los designios de Yahvé (Dios) en tiempos del rey David (Siglo X a. C.). Fue un tiempo en que dirigentes y pueblo ya vivían cumpliendo la Ley. Durante el reinado de su hijo Salomón estaban logrando lo prometido en el Pacto:
- Unidad entre las 12 tribus. *Colaboración entre las mismas (hermandad). *Justicia y ayuda a los más débiles (representados en la viuda y el huérfano). *Prácticas económicas donde cada uno cosecha lo que siembra (no se permite la usura, ni el comercio engañoso ni la especulación -la tierra no podía venderse a perpetuidad- Lv 25:23-).

Vivir de esa manera -según esos preceptos de Yahveh (1.º Re 8:61)- les aseguraba no solo prosperidad, sino la protección divina (1.º Re 5:4; Sal 147:14). Así, en los primeros tiempos del reinado de Salomón primaba el orden, la justicia y la alegría (1.º Re 4:20). El reino de Israel era considerado el más rico entre todos (1.º Re 9:26).
Pero cuando las riquezas abundaban, las influencias exteriores pudieron corromper esa vida justa y recta (1.º Re 2:3; Prov 29:14). Desde la segunda mitad del reinado de Salomón se aceptaba el comercio engañoso, se 'sacaba ventaja' de las transacciones (1.º Re 9:12-14), se oprimía al hermano, y hasta se incursionaba en la compra-venta de elementos para la guerra (1.º Re 10:26; 2ª Cró. 1:14-17). Es decir: habían olvidado la antigua advertencia de "no copiar las prácticas corruptas de los países vecinos" (Deut 8:11). Dicho de otra forma: habían abandonado a Yahvé.
Por eso, solo con el enorme dolor del Exilio los hebreos comprenderán que deben apegarse a la verdad deuteronómica. La culposa negligencia respecto del Pacto causa tanto sufrimiento que solo el cumplimiento estricto garantizará la felicidad del pueblo y la perpetua protección de la deidad. Por eso la pasión en la transmisión del mensaje hacia el pueblo por parte de Moisés, porque transmitía un mensaje final, conforme a la experiencia misma que poseía mediante su larga travesía como dirigente y amplia relación con la voluntad del Dios Único Yahvé.

## Influencia en el judaísmo y el cristianismo

### Judaísmo

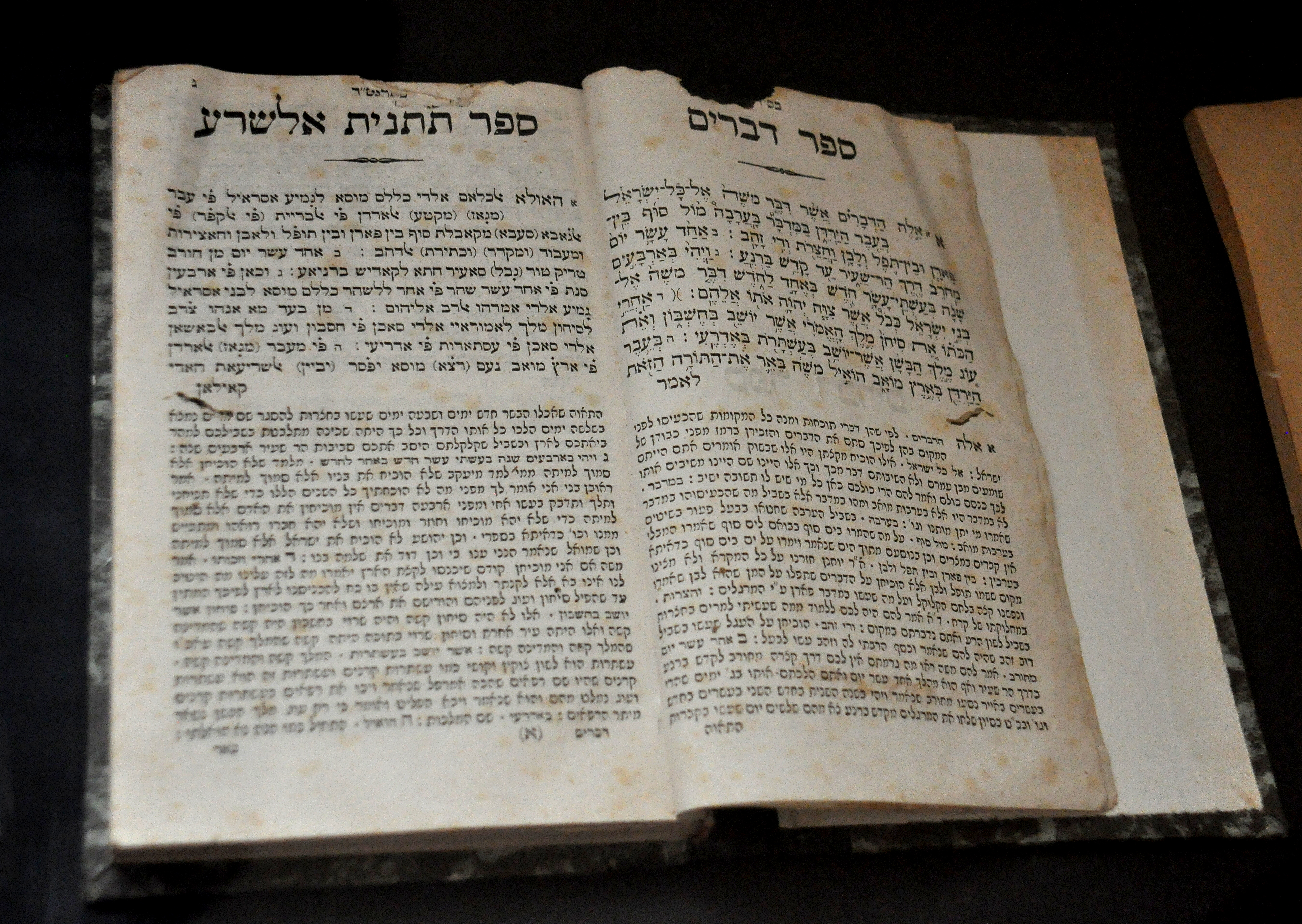
El Libro del Deuteronomio, Debarim. En hebreo con traducción al judeo-árabe, transcrito en letras hebreas. De Livorno, 1894 d. C. Museo Judío de Marruecos, Casablanca.

Deuteronomio 6:4-5: «Escucha, Israel (“'shema Yisra'el”'), el SEÑOR es nuestro Dios, el SEÑOR es uno!» se ha convertido en el credo básico del judaísmo, el Shema Yisrael, y su recitación dos veces al día es una mitzvá (mandamiento religioso). Continúa diciendo: «Amarás al SEÑOR tu Dios con todo tu corazón, con toda tu alma y con todas tus fuerzas», por lo que también se ha identificado con el concepto judío central del amor a Dios y las recompensas que se obtienen como resultado.

### Cristianismo
En el Evangelio de Mateo, Jesús citó Deuteronomio 6:5 como El primer mandamiento. Los primeros autores cristianos interpretaron la profecía de Deuteronomio sobre la restauración de Israel como cumplida (o supersedida) en Jesucristo y el establecimiento de la Iglesia cristiana (Lucas 1-2, Hechos 2-5), y se interpretó que Jesús era «el que vendría (es decir, el profeta) como yo» predicho por Moisés en Deuteronomio 18:15 (Hechos 3:22-23). Aunque la posición exacta de San Pablo y el judaísmo sigue siendo objeto de debate, una opinión común es que, en lugar de la mitzvá establecida en Deuteronomio, San Pablo, basándose en Deuteronomio 30:11-14, afirmó que el cumplimiento del pacto mosaico había sido sustituido por la fe en Jesús y el evangelio (el Nueva Alianza).